# چرشکیت
چرشکیت (به بلغاری: Chereshkite) روستایی در بلغارستان است که در استان اسمولیان واقع شده‌است. چرشکیت ۱۴ نفر جمعیت دارد.